# Нова-Палмейра
Нова-Палмейра (порт. Nova Palmeira) — муниципалитет в Бразилии, входит в штат Параиба. Составная часть мезорегиона Борборема. Входит в экономико-статистический микрорегион Серидо-Ориентал-Параибану. Население составляет 3760 человек на 2006 год. Занимает площадь 310,348 км². Плотность населения — 12,1 чел./км².

## Статистика
- Валовой внутренний продукт на 2003 год составляет 6 685 848,00 реалов (данные: Бразильский институт географии и статистики).
- Валовой внутренний продукт на душу населения на 2003 год составляет 1819,77 реалов (данные: Бразильский институт географии и статистики).
- Индекс развития человеческого потенциала на 2000 год составляет 0,632 (данные: Программа развития ООН).